# Gundagurthi, Chitapur
Gundagurthi là một làng thuộc tehsil Chitapur, huyện Gulbarga, bang Karnataka, Ấn Độ.